# Электроника (торговая марка)
Под маркой «Электроника» в СССР на заводах, относившихся к ведомству Министерства электронной промышленности (Минэлектронпром), выпускался широкий спектр бытовых электроприборов: телевизоры, компьютерные системы, калькуляторы, электронные часы, магнитофоны, видеомагнитофоны и другие изделия. Некоторые изделия серии были копиями образцов иностранной техники.
Экспортные варианты приборов серии выходили под марками «Elektronika»/«Electronika», «Electrónica» (для испаноговорящих стран) и «Електроника» (для Болгарии), Seconda (для часов), Elorg (Электроноргтехника), Prim (для Чехословакии). Остатки от экспортных партий попадали в продажу и в СССР.

## Магнитофоны

### Катушечные
- «Электроника ТА 1-003 Стерео»
- «Электроника 004 Стерео»
- «Электроника МПК 004 С»
- «Электроника МПК 007 С»

### Кассетные
Стационарные

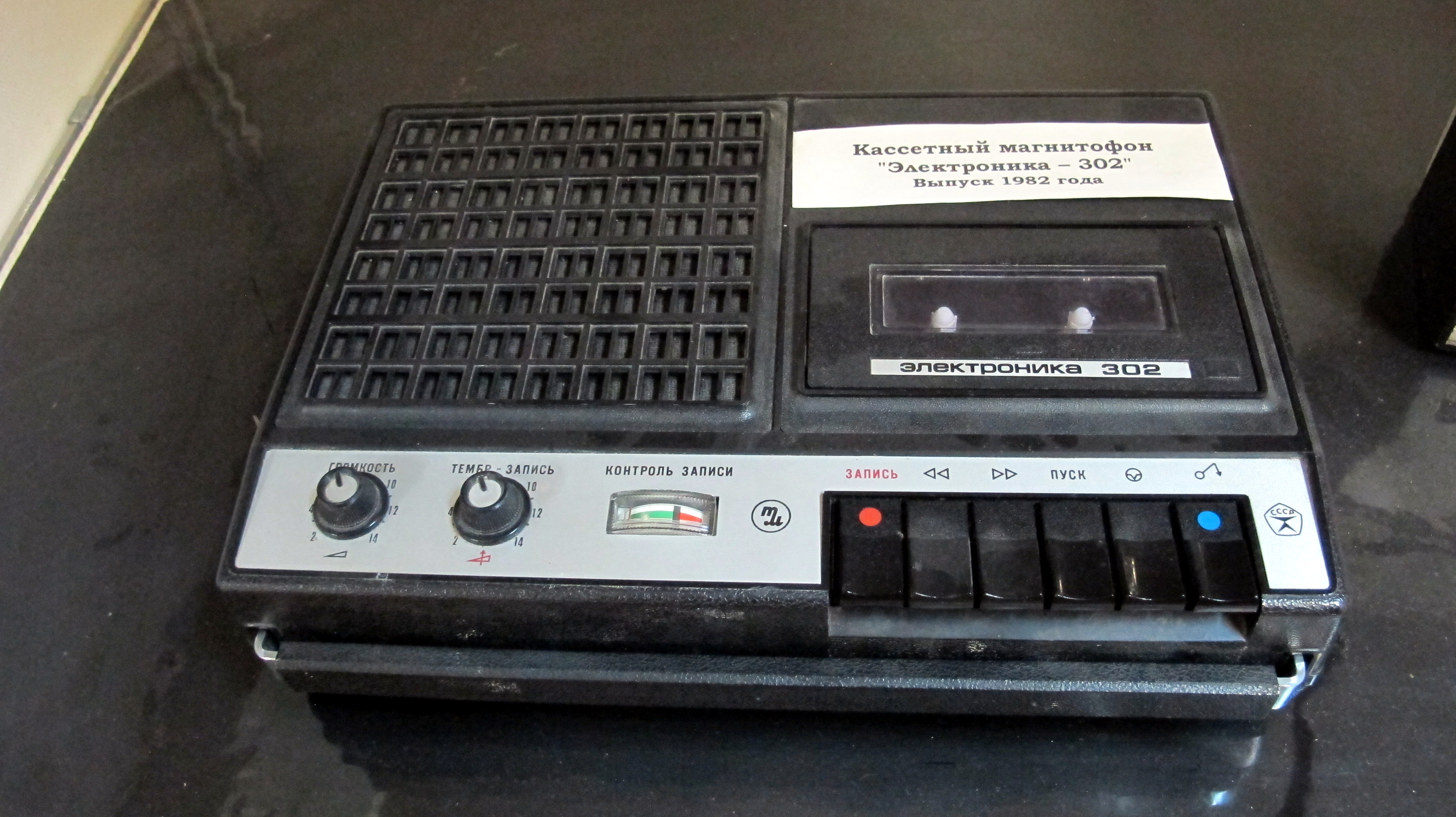
Магнитофон «Электроника-302»

- «Электроника МП-111 стерео» — стереофонический
- «Электроника-204-стерео» — стереофонический
- «Электроника-206-стерео» — стереофонический

Портативные
- «Электроника-203-С» — стереофонический
- «Электроника-211-С» — стереофонический
- «Электроника-301» («Электроника К1-30»)
- «Электроника-302», «Электроника-302-1», «Электроника-302-2»
- «Электроника-305»
- «Электроника-311-С» — стереофонический
- «Электроника-320»
- «Электроника-321/322»
- «Электроника-323/324»
- «Электроника-323/324-1»
- «Электроника-327»
- «Электроника М-402С» — стереофонический
- «Электроника-мини» — стереофонический

## Видеомагнитофоны

### Катушечные
Модели, имеющие нумерацию «50*», выпускались в Воронеже, с номерами «59*» — в Новгороде.
- «Электроника ВМС-1» («Электроника-Видео») — модернизирован в модель «Электроника 502 видео»
- «Электроника ВМП-1» — модернизирован в модель «Электроника 501 видео»
- «Электроника 501 видео» — клон Sony AV-3400
- «Электроника 502 видео»
- «Электроника 506»

- «Электроника 508 видео»
- «Электроника 508М видео»[1]

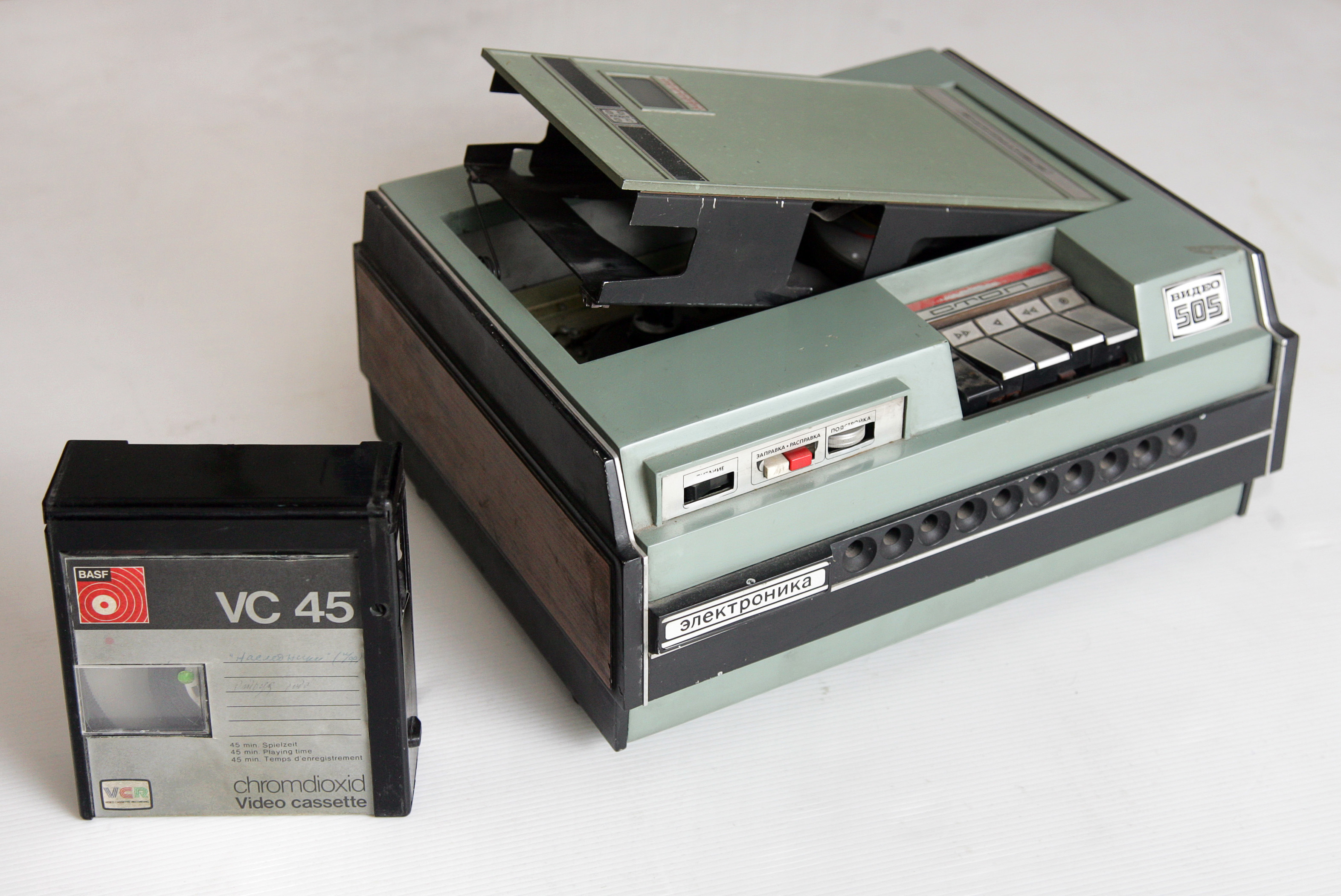
Электроника-505 видео

- «Электроника 509» — опытное производство, модернизирован в модель «Электроника 591 видео»

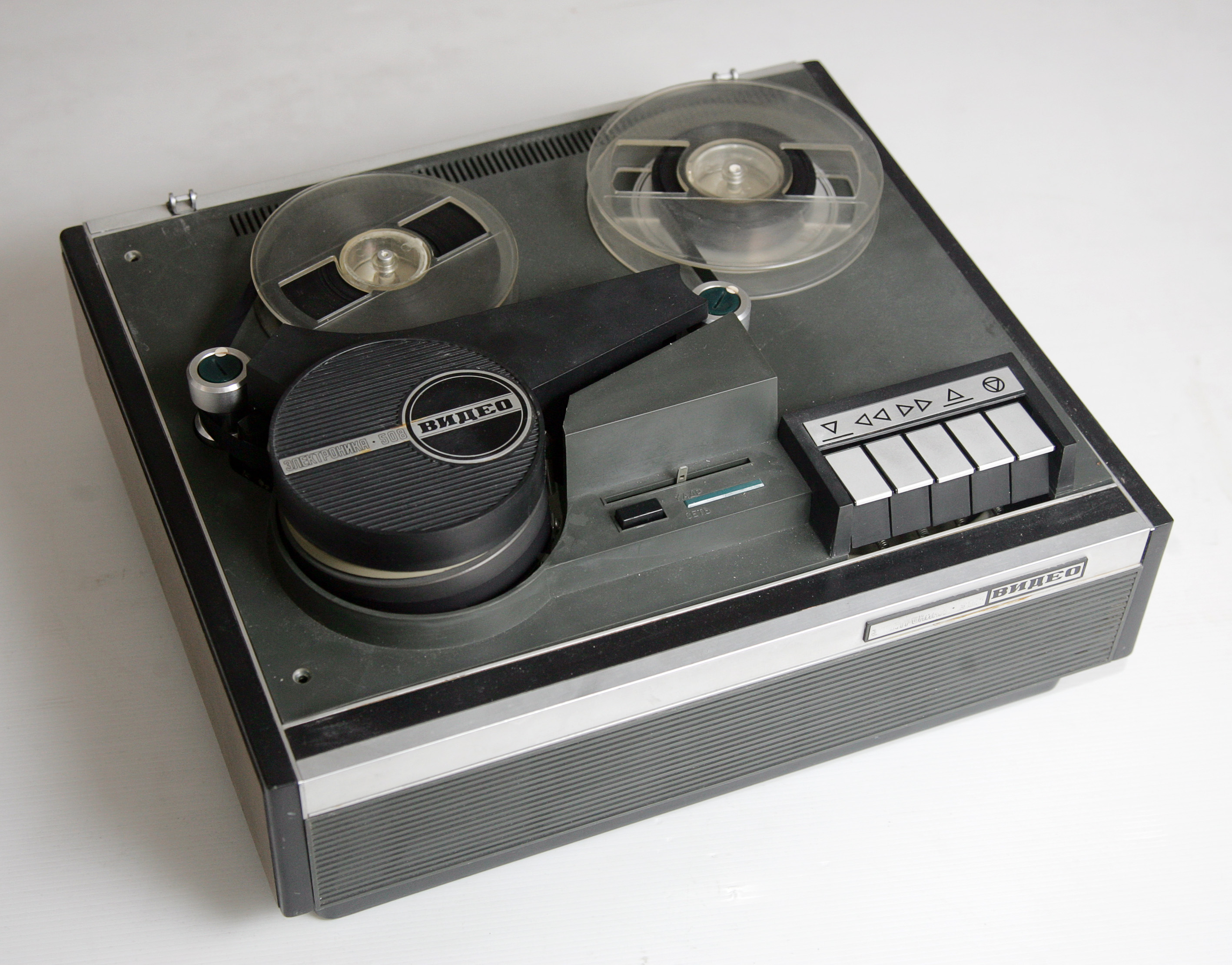
Электроника-508 видео

- «Электроника 590 видео» — клон «Электроника 502 видео», выпускавшийся в Новгороде
- «Электроника 591 видео»
- «Электроника Л1-08»

### Кассетные,VHS

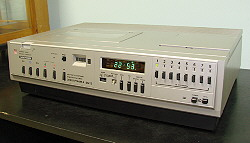
Электроника BM12

- «Электроника ВМ-12» (1984—1995) — клон Panasonic NV-2000 (первый советский кассетный видеомагнитофон в формате VHS)
- «Электроника ВМ-15» (1985)
- «Электроника ВМ-17» (не серийный)
- «Электроника ВМ-18» (1989—1996)
- «Электроника ВМ-20» (не серийный)
- «Электроника ВМЦ-20Ц» (не серийный)
- «Электроника ВМ-23» (198?-199?)
- «Электроника ВМ-25» (198?-199?)
- «Электроника ВМ-27» (198?-199?)
- «Электроника ВМ-32» (1989—1996) (Tantal VCR >VM-32<)
- «Электроника ВМЦ» / «Электроника ВМЦ-8220» (1987—1995) — выпускавшаяся по лицензии версия Samsung VK-8220
- «Электроника ВМ-1230» («Samsung-Электроника ВМ-1230») (1994—1997)

Наибольший тираж был у видеомагнитофонов «ВМ-12/18» и «ВМЦ-8220». Из-за сходства внешнего вида многие считали «ВМ-18» клоном Panasonic NV-J7. На самом деле у этих видеомагнитофонов совершенно разная схемотехника. «ВМ-18» был первым серийно выпускавшимся VHS-видеомагнитофоном полностью отечественной разработки. Серийными магнитофонами были также «ВМ-23/25/27/32/1230» (по крайней мере, для их ремонта были подготовлены соответствующие инструкции). Остальные видеомагнитофоны были, по-видимому, опытными и мелкосерийными аппаратами.

#### VHS-видеокассеты
- «Электроника 90» (1,5 часа)
- «Электроника 120» (2 часа)
- «Электроника 180» (3 часа)

### Неустановленные
- «Электроника 403» — кассетный магнитофон 1973 г.
- «Электроника 505 видео»
- «Электроника 551»
- «Электроника 592»
- «Электроника ВМ-10»
- «Электроника ВМ-16»
- «Электроника ВМ-22»
- «Электроника ВМ-24»

## Видеокамеры
- «Электроника 822»
- «Электроника Н-801»
- «Электроника Л-801»
- «Электроника Видео 841»

## Телевизоры

### Чёрно-белые
- «Электроника ВЛ-100»
- «Электроника 23ТБ-316Д»
- «Электроника 404»
- «Электроника 407»
- «Электроника 408Д»

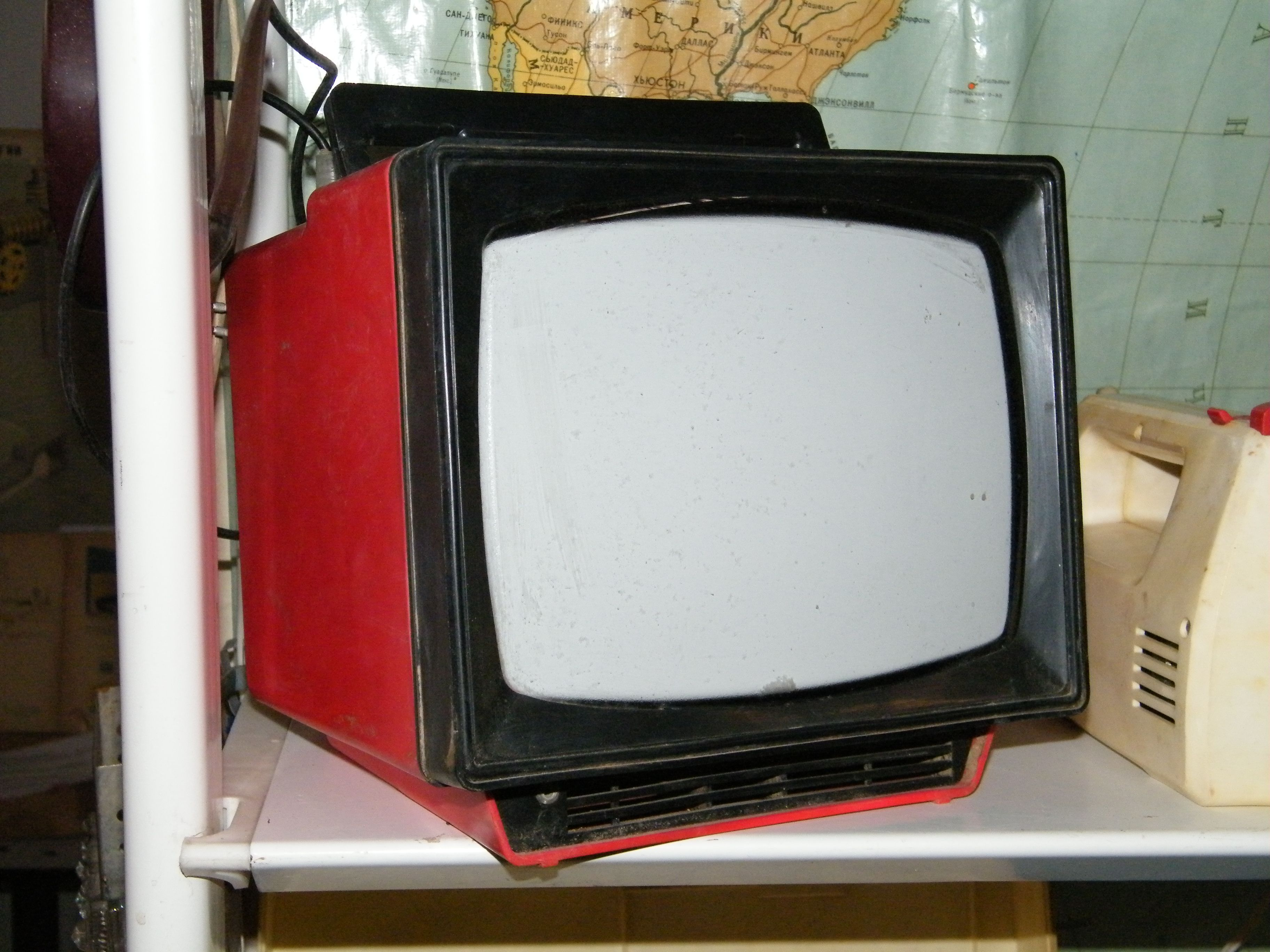
«Электроника-404Д»

- «Электроника 409Д» — переносной ч/б телевизор, питание 220 В переменный или 12 В постоянный по выбору
- «Электроника 411Д»
- «Электроника 450»
- «Электроника 8ТБМ-02Б» — «комбайн» из телевизора, радиоприёмника и кассетного проигрывателя, аналог «Амфитона ТМ-01»[2]

### Цветные
- «Электроника Ц-401» — переносной цветной телевизор, производство МЭЛЗ. Кинескоп с диагональю 32 см, производства завода «Хроматрон». Прообразом послужил телевизор фирмы Salora.
- «Электроника Ц-401М»
- «Электроника Ц-430Д»
- «Электроника Ц-431Д»
- «Электроника Ц-432»
- «Электроника Ц-432/Д»
- «Электроника Ц-436Д»

## Радиоприёмники
- «Электроника 26-01» — СВ, УКВ, память на 14 станций, часы-будильник. Изготовлен НПО «Дельта», Москва.
- «Электроника Р-403» — портативный радиоприёмник с электронными часами и универсальным питанием (производился с 1983 года)

## Абонентские громкоговорители

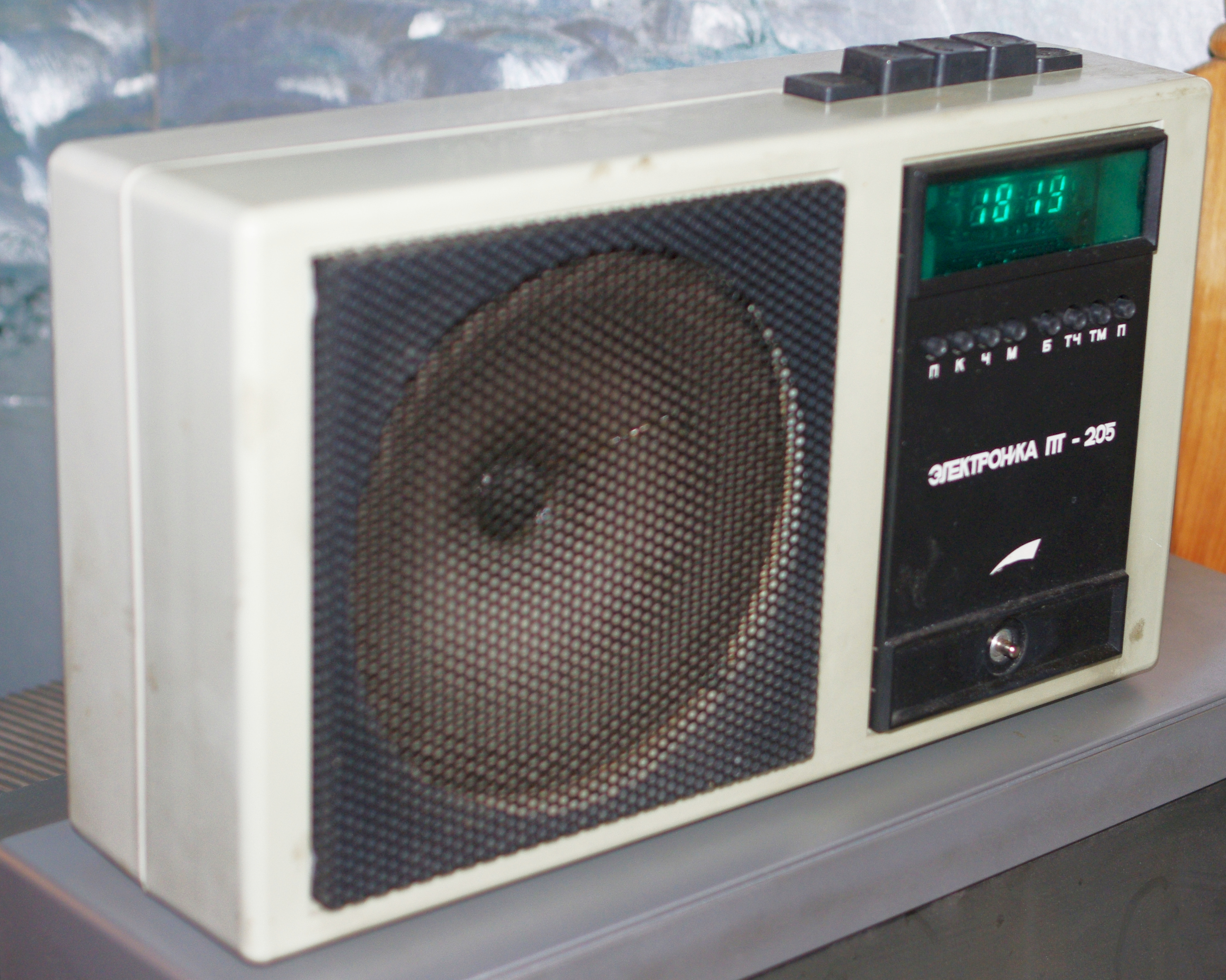
Электроника ПТ-205

- «Электроника 202» — трёхпрограммный приёмник проводного вещания, ГОСТ 18286-82
- «Электроника 203», «Электроника ПТ-203» — трёхпрограммный приёмник
- «Электроника 204», «Электроника ПТ-204» — трёхпрограммный приёмник
- «Электроника 205», «Электроника ПТ-205» — трёхпрограммный приёмник с часами
- «Электроника 206», «Электроника ПТ-206» — трёхпрограммный приёмник с часами и будильником
- «Электроника ПТ-208» — трёхпрограммный приёмник
- «Электроника ПТ-209» — трёхпрограммный приёмник проводного вещания, ГОСТ 18288-88, ширина 30 см, высота 18 см, толщина 7 см

## Калькуляторы
Семейство калькуляторов, от простейших до программируемых со встроенным языком Бейсик.
См. Список советских калькуляторов — Серия «Электроника».

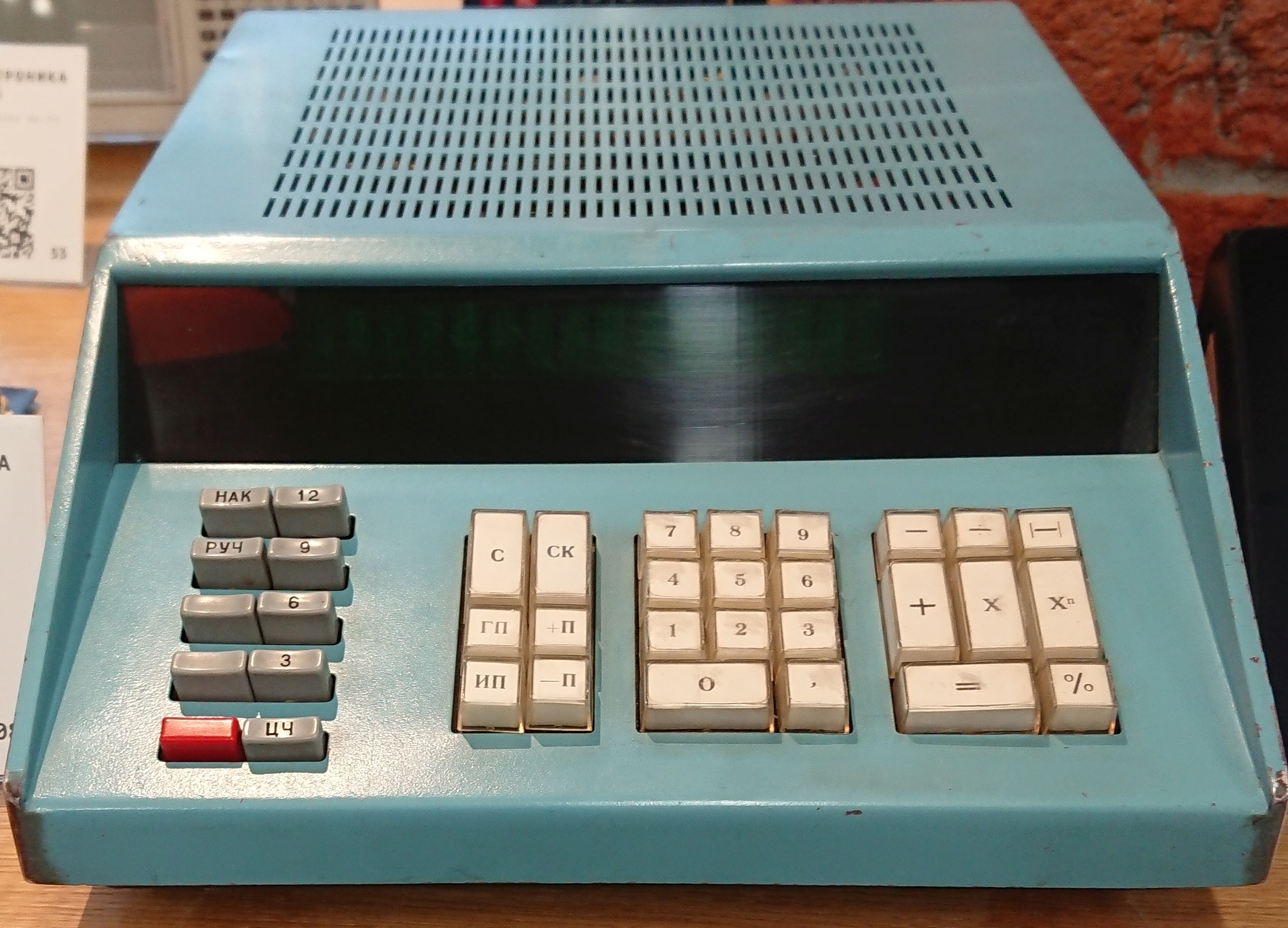
Калькулятор «Электроника С-2»

- «Электроника-70», «Электроника Т3-16» — стационарные программируемые калькуляторы первой половины 70-х годов.
- «Электроника 24-71»
- «Электроника 68 (ДД)»
- «Электроника C2»
- «Электроника 4-71/4-71Б/4-71В»
- «Электроника 4-73В»
- «Электроника Эпос-73A»
- «Электроника ЭКВМ Д3»
- «Электроника ЭКВМ-П»

## Микропроцессорные игры

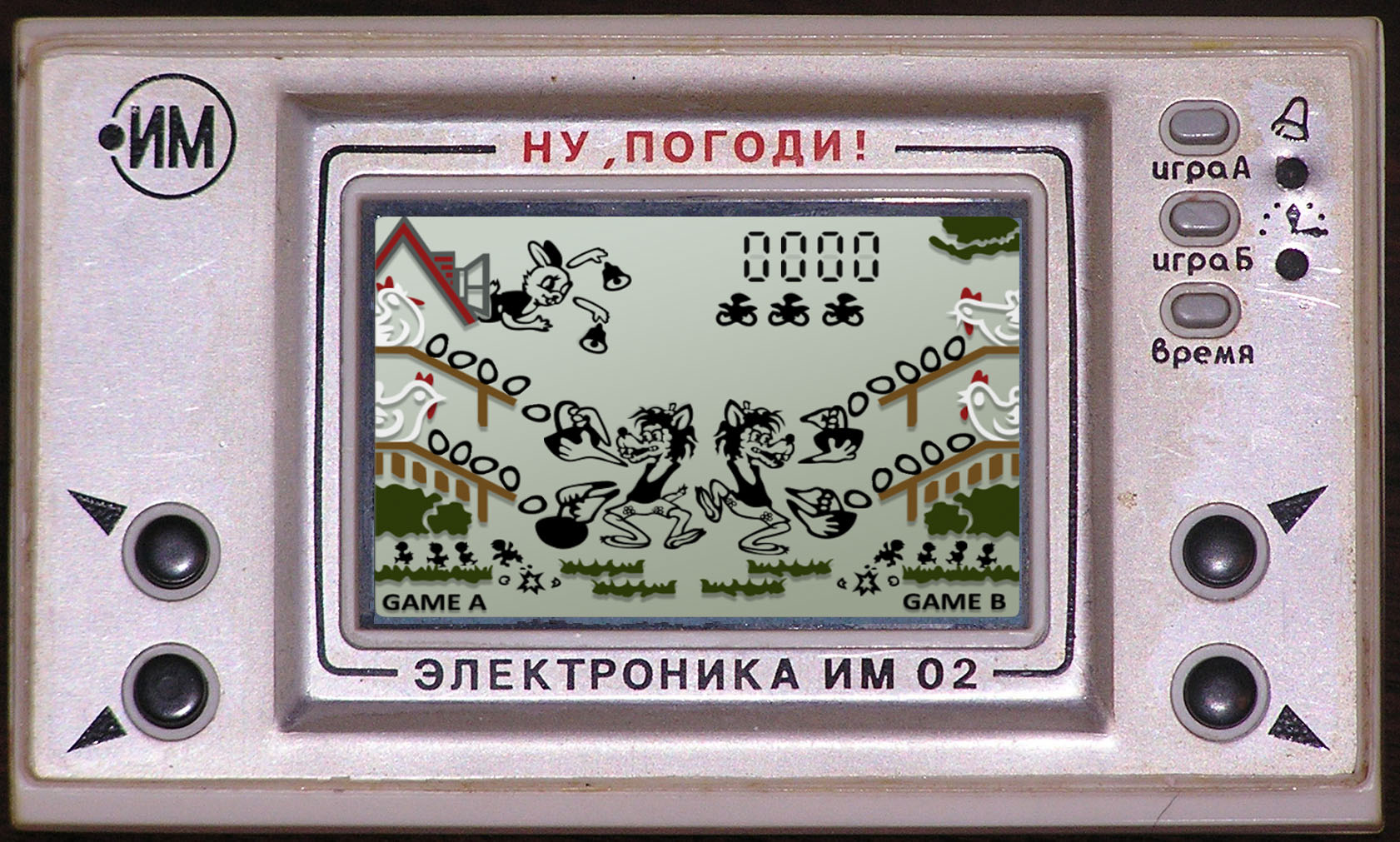
Электроника ИМ 02

- Карманные игры серии «Электроника»[4] — в основном основаны на карманных играх Nintendo серии Game & Watch

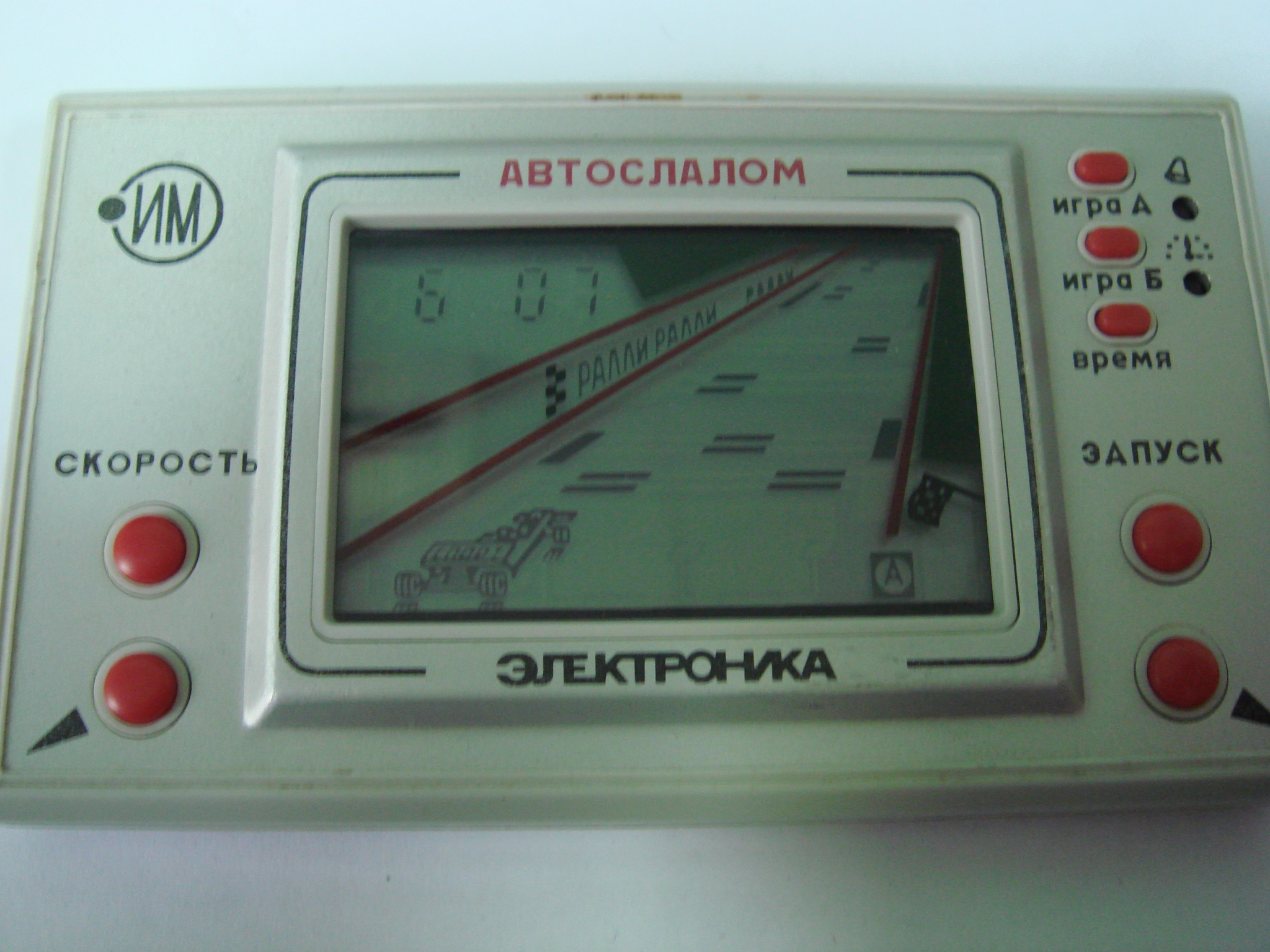
Электроника ИМ-23

- «Электроника ИМ-01» — шахматный компьютер.

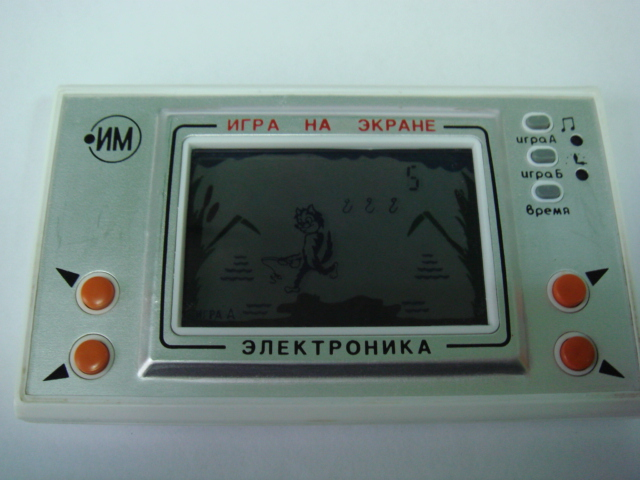
Электроника ИМ-32

- «Электроника ИМ-01Т» — шахматный компьютер.

- «Электроника 24-01» — Микки Маус.
- «Электроника ИМ-02» — Ну, погоди!

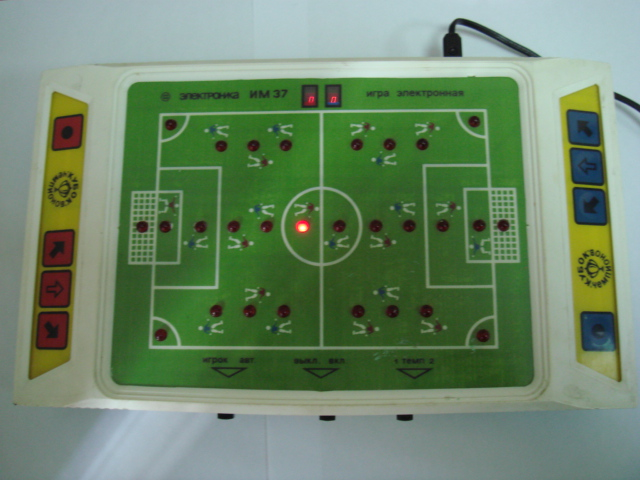
Электроника ИМ-37

- «Электроника ИМ-03» — Тайны океана.
- «Электроника ИМ-04» — Весёлый повар.
- «Электроника ИМ-05» — Шахматный компьютер.
- «Электроника ИМ-09» — Космический мост.[5]
- «Электроника ИМ-11 Луноход» — Танк с программным управлением, клон игрушки Big Trak.
- «Электроника ИМ-12» — Игра микропроцессорная со сменными игровыми кассетами.
- «Электроника ИМ-13» — Разведчики космоса.[5]
- «Электроника ИМ-15» — Настольная электронная игра Футбол (младшая версия).
- «Электроника ИМ-19» — Биатлон.
- «Электроника ИМ-22» — Весёлые футболисты.
- «Электроника ИМ-23» — Автослалом.
- «Электроника ИМ-26» — Игра микропроцессорная со сменными игровыми кассетами (играми).
- «Электроника ИМ-27» — Космические приключения — опытная серия игры (февраль 1990) в виде бинокля, со стереоскопическим изображением (сам процесс похож на карманные игры серии Электроника)[6].
- «Электроника ИМ-29» — Шахматный партнёр.
- «Электроника ИМ-32» — Кот-рыболов.
- «Электроника ИМ-33» — Квака-задавака.

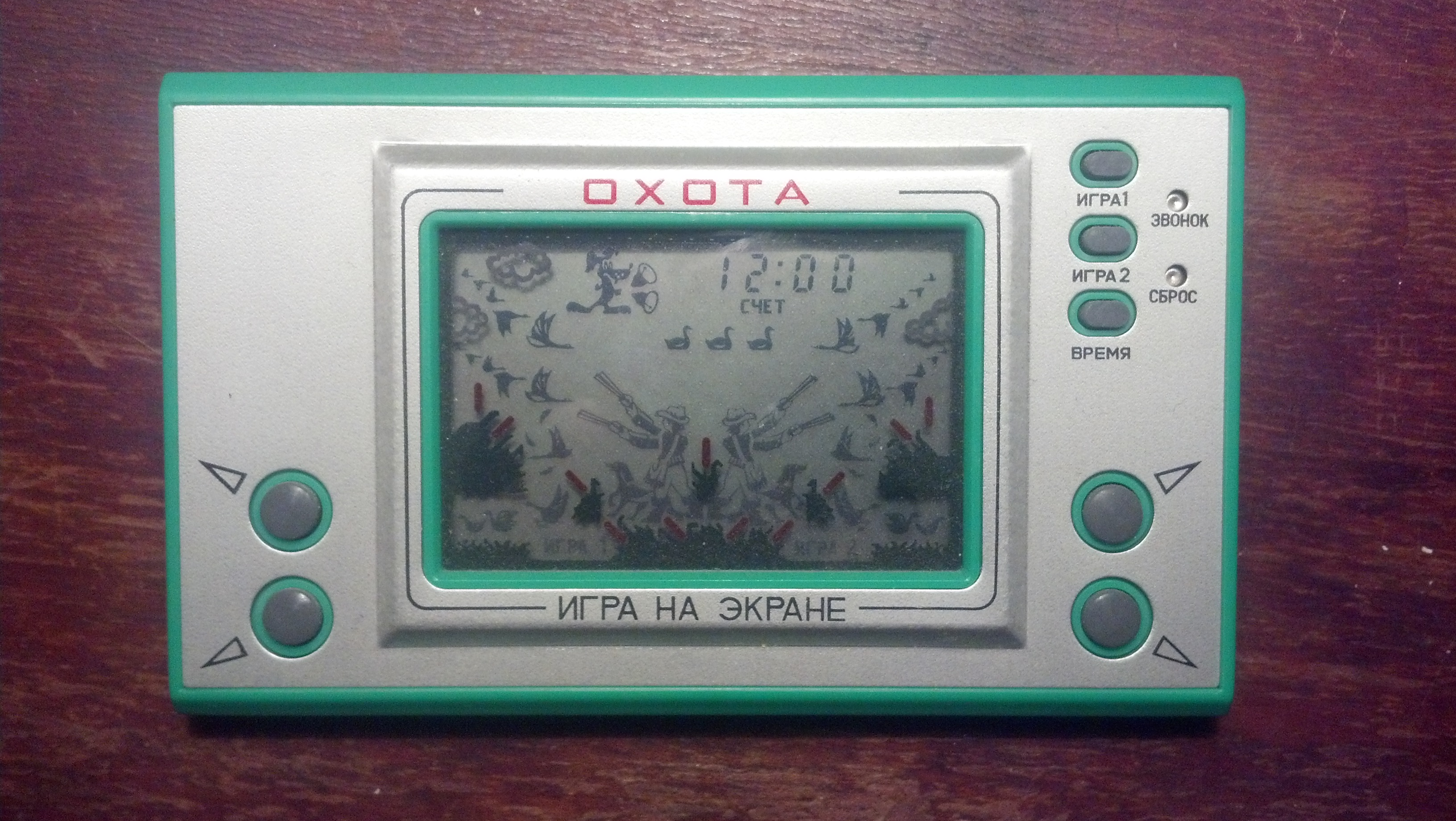

- «Электроника ИМ-37» — Настольная электронная игра Футбол (старшая версия).
- «Электроника ИМ-45» — Калькулятор, часы, будильник, обучающие игры английскому языку.
- «Электроника ИМ-46» — Калькулятор-синтезатор музыки.
- «Электроника ИМ-50» — Космический полёт.
- «Электроника МГ-09» — Космический мост.
- «Электроника МГ-50» — Amusing arithmetic[5]
- «Электроника Видеоспорт» — серия телевизионных игровых приставок. Клон первой домашней видеоигры Pong, выполненной на микросхеме К145ИК17. Существовало четыре варианта приставки — «Видеоспорт», «Видеоспорт-2», «Видеоспорт-М», «Видеоспорт-3», различавшихся между собой дизайном корпуса, пультов и пистолета.
- «Электроника Экси Видео 01» — телевизионная игровая приставка производства завода «Экситон», аналог «Электроника Видеоспорт».
- Электроника Лидер — ещё одна аналогичная приставка.

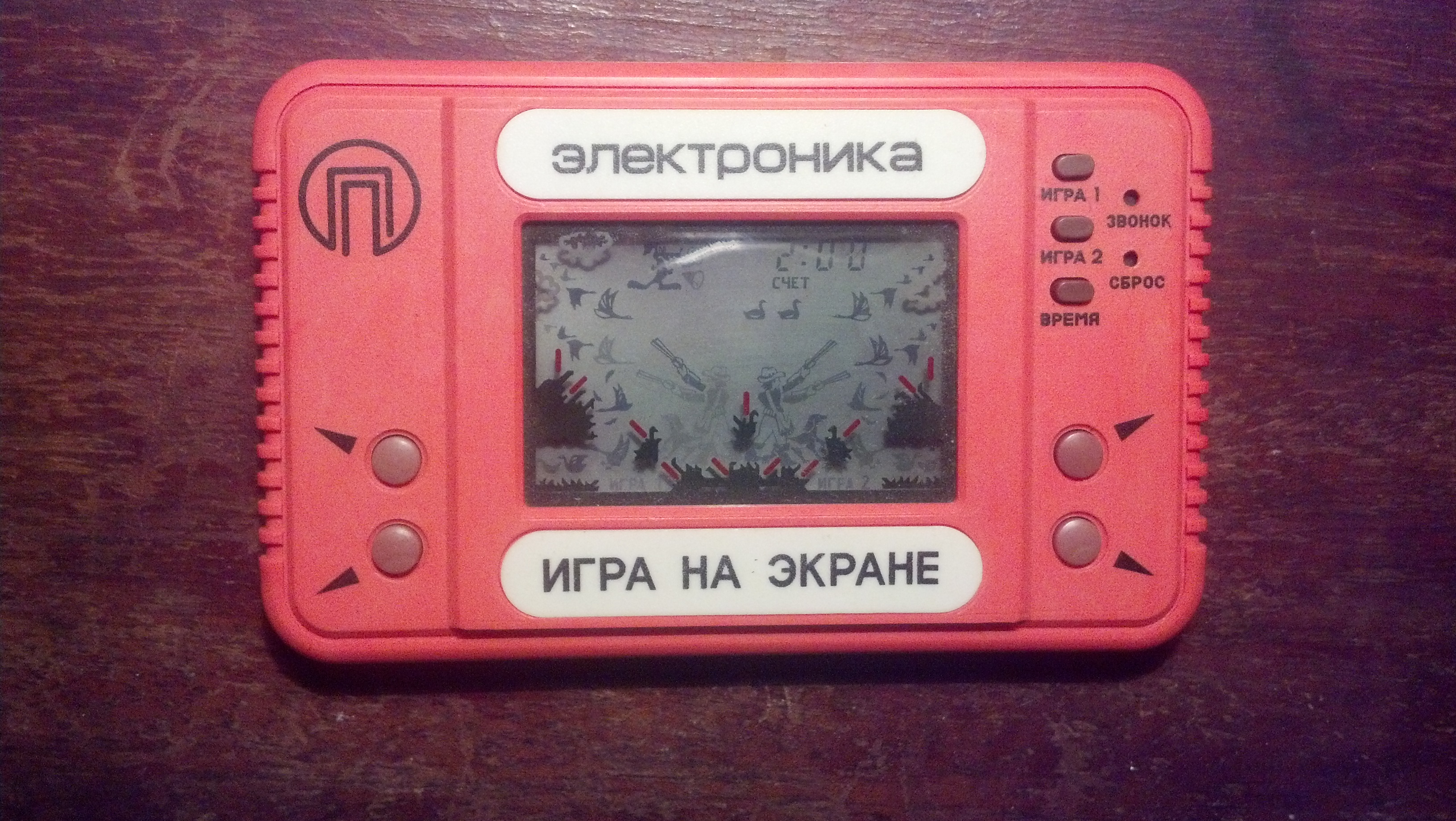

- "Электроника ИЭР-01" — портативная игра «автогонки» на микросхеме К145ИК512П[7].

## Компьютерная техника

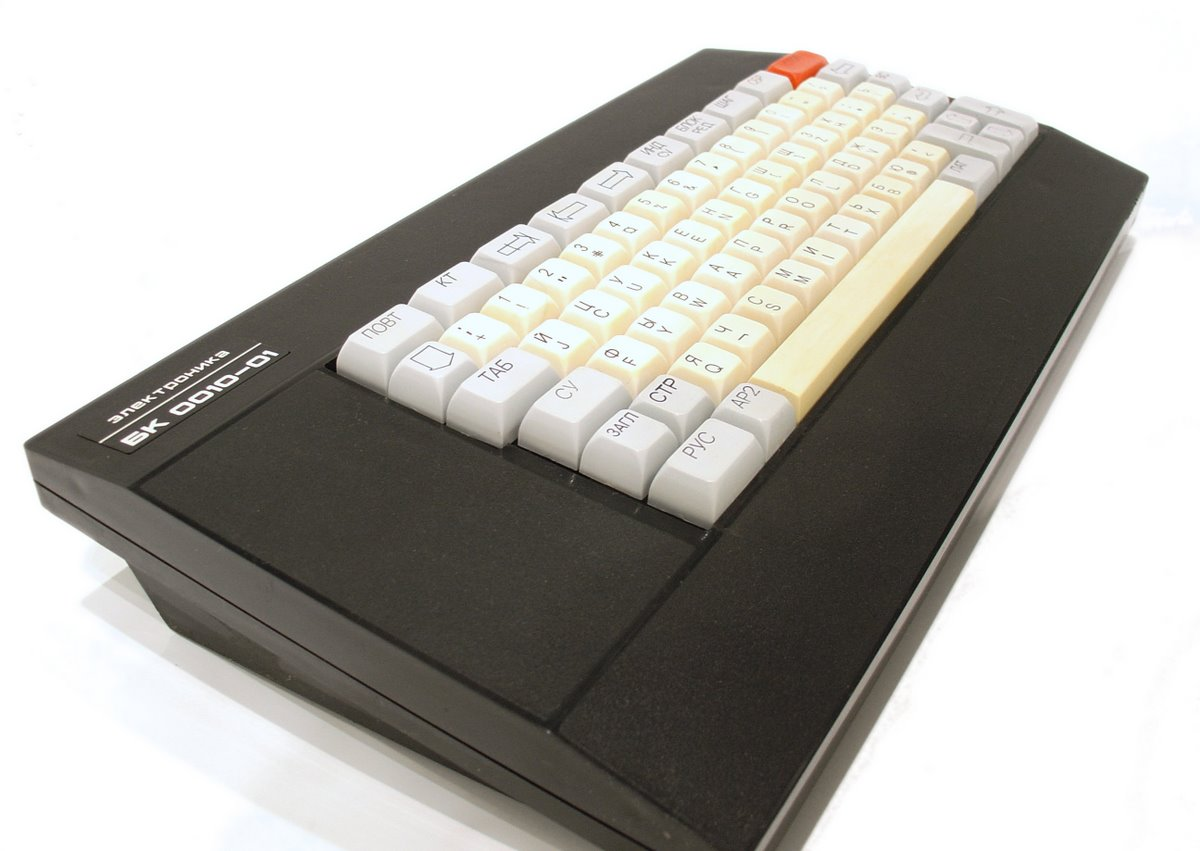
«Электроника БК» — один из самых массовых домашних компьютеров в СССР

### Бытовые компьютеры
- «Электроника БК»[8] — семейство бытовых компьютеров, совместимых по системе команд и частично по архитектуре с PDP-11 и ДВК
- «Электроника ВИ-201», «Электроника ВИ-202» — клон ZX Spectrum

#### Радиолюбительскиеконструкторы
- Электроника КР-01/02/03/04 — клоны Радио 86РК
- «Электроника КР-005» — клон ZX Spectrum

### Мини- и микро-ЭВМ
Сюда включаются многоплатные ЭВМ, одноплатные встраиваемые ЭВМ в составе управляемого оборудования, а также персональные ЭВМ.
- «Электроника-82» — аналог VAX 11/750
- «Электроника-107» — аналог MicroVAX II
- «Электроника-60», «Электроника-60М» — аналог LSI-11
- «Электроника-70», «Электроника Т3-16» — стационарные программируемые калькуляторы первой половины 1970-х годов.
- «Электроника-79» — аналог PDP-11/70
- «Электроника-81/1» (МС 1213) — входит в семейство Электроника-60, отличается реализацией схемы центрального процессора (М5) и отсутствием процессора плавающей запятой.
- «Электроника К1» — семейство микро-ЭВМ
- «Электроника СП» — электронный словарь-переводчик на процессоре К1801ВЕ1, не пошёл в серию
- «Электроника 88»
- «Электроника 89» — комплекс вычислительный информационный
- «Электроника МК-85» — калькулятор с ЖКИ, язык программирования «Бейсик»
- «Электроника МК-88» — бытовой IBM-совместимый ПК
- «Электроника МК-90» — карманный компьютер с графическим дисплеем и языком программирования Бейсик (расширенный PDP-11 BASIC 1.0).
- «Электроника МК-92» — комплект из «Электроника МК-90» с BASIC 2.0 и док-станции с принтером и выходом на магнитофон.
- «Электроника МК-98» (серийно не выпускался)
- «Электроника-100/16И» — аналог PDP-11
- «Электроника-100/25» — аналог PDP-11 (11/35)
- «Электроника-100И» — аналог PDP-8
- «Электроника МК-106» — портативный микрокомпьютер на К1821ВМ85, не был выпущен
- «Электроника 901» — портативный IBM-совместимый ПК
- «Электроника ПК-88» — бытовой IBM-совместимый ПК
- «Электроника С5» — система управляющих ЭВМ разработки КБ при заводе «Светлана»
- «Электроника Д3-28»
- «Электроника Т3-29» — персональный компьютер военного назначения
- «Электроника НЦ» (НЦ-03Т, НЦ-03Д, НЦ-04Т, НЦ-31) — серия производственных управляющих микро-ЭВМ, разработанных в НПО «Научный Центр»
- «Электроника МС 0108» — комплекс вычислительный информационный
- «Электроника МС 0502 / МС 0507» — ДВК
- «Электроника МС 0510» — БК-0010-01
- «Электроника МС 0511» — УКНЦ; «Электроника МС 0202» — КУВТ УКНЦ
- «Электроника МС 0512» — упрощённый вариант «Электроника МС 0511», не пошёл в серию
- «Электроника МС 0513» — БК-0011М
- «Электроника МС 0515» — УПБК-16, компьютер на процессоре КР1807ВМ1. Выпускался на воронежском заводе «Процессор».
- «Электроника МС 0530» — ПЭВМ «Квант БК», Клон ZX Spectrum
- «Электроника МС 0585» / «Электроника 85» — аналог DEC Pro 350/380
- «Электроника МС 1204» — первоначальное название МК-90 (см. выше)
- «Электроника МС 1211» — микроЭВМ, совместимая с «Электроника-60»
- «Электроника МС 1212» — микроЭВМ, совместимая с «Электроника-60»
- «Электроника МС 1260» — микроЭВМ «Электроника-60»
- «Электроника МС 1501»

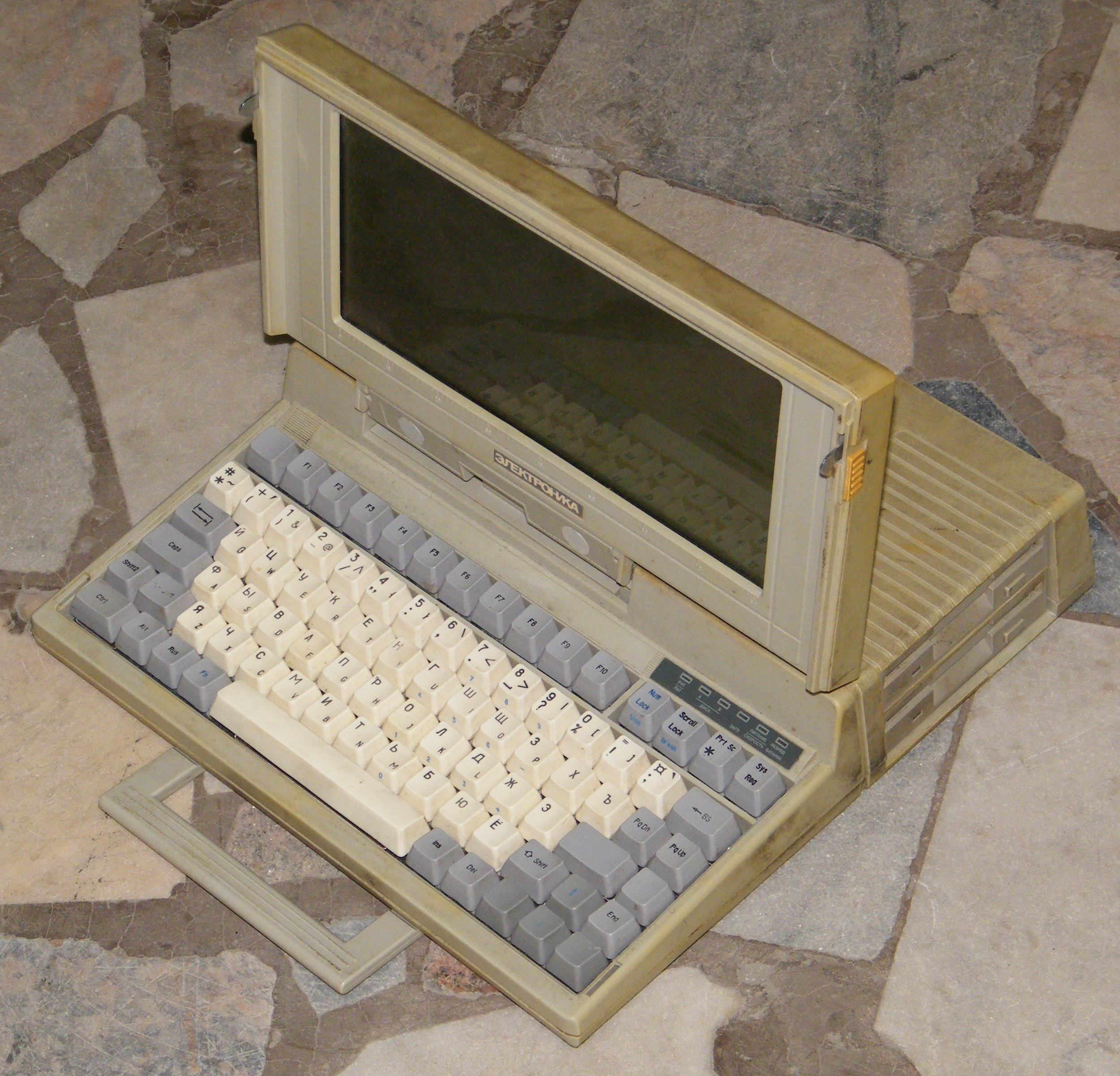
«Электроника МС 1504»

- «Электроника МС 1502» — бытовой IBM-совместимый ПК
- «Электроника МС 1503»
- «Электроника МС 1504» (Интеграл ПК-300) — laptop, совместим с IBM PC XT
- «Электроника МС 1702» — сопроцессор на 1810ВМ88 для Электроники 85

### Видеотерминалы
- «Электроника МС 7105» — символьно-графический видеотерминал, клон DEC VT240[10]
- «Электроника МС 7401» — символьно-графический видеотерминал.

### Учебные стенды
- «Электроника 580»
- «Электроника УК-001» — учебный компьютер

### Универсальные программируемые контроллеры
- «Электроника МС 2702» («Электроника К1-20»)
- «Электроника МС 2721»

### Периферия
- «Электроника МС 6102» — дисплей-моноблок, клавиатура с монитором[11]

#### Мониторы
- «Электроника MC 6105 / МС 6105.11 / MC 6105.16» — монохромный: чёрно-белый либо чёрно-зелёный (менее распространенный вариант); аналог DEC VR201
- «Электроника MC 6106.1 / MC 6106.2/MC-6106.3/MC-6106.4» — цветной
- «Электроника МС 6113 / MC 6113.02» (32ВТЦ-201/32ВТЦ-202) — цветной
- «Электроника MC 6205» — газоразрядный, 16x10 символов, построен на основе матрицы 100x100 точек[12]
- «Электроника 32 ВТЦ 101» — цветной, в корпусе и с использованием узлов телевизора «Электроника Ц-401». Несмотря на наличие решётки для громкоговорителя, сам громкоговоритель отсутствует.

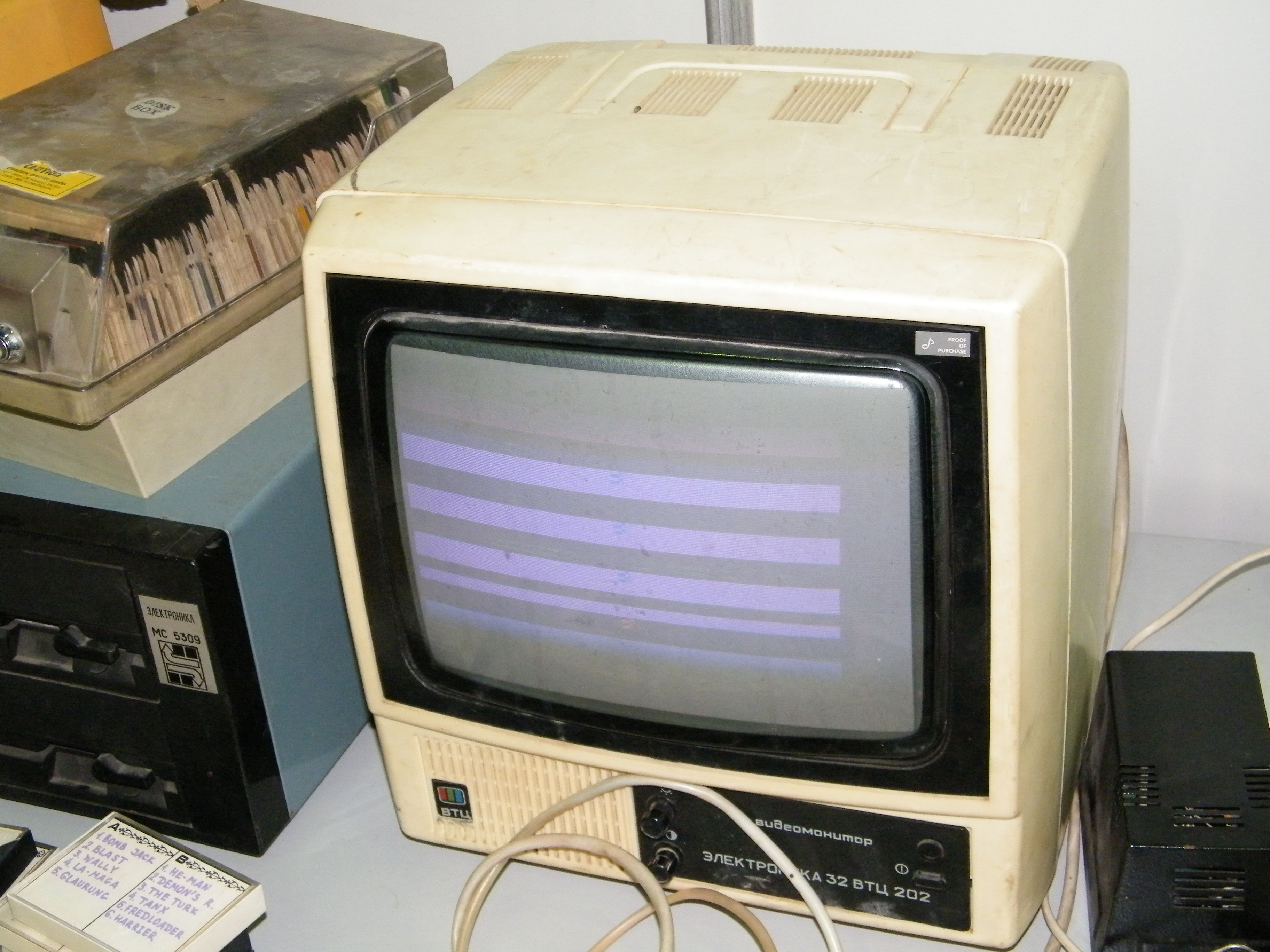
Видеомонитор «Электроника 32 ВТЦ 202»

- «Электроника 32 ВТЦ 201/202» — цветной[13]. В этом мониторе, в отличие от модели 101, блок питания является импульсным.

#### Клавиатуры
- «Электроника МС 7001»
- «Электроника МС 7004»[14] — аналог DEC LK201, отличается разъёмом DIN-5 вместо RJ-11
- «Электроника МС 7004а» — вариант для ПК АГАТ[15]

#### Дисководы

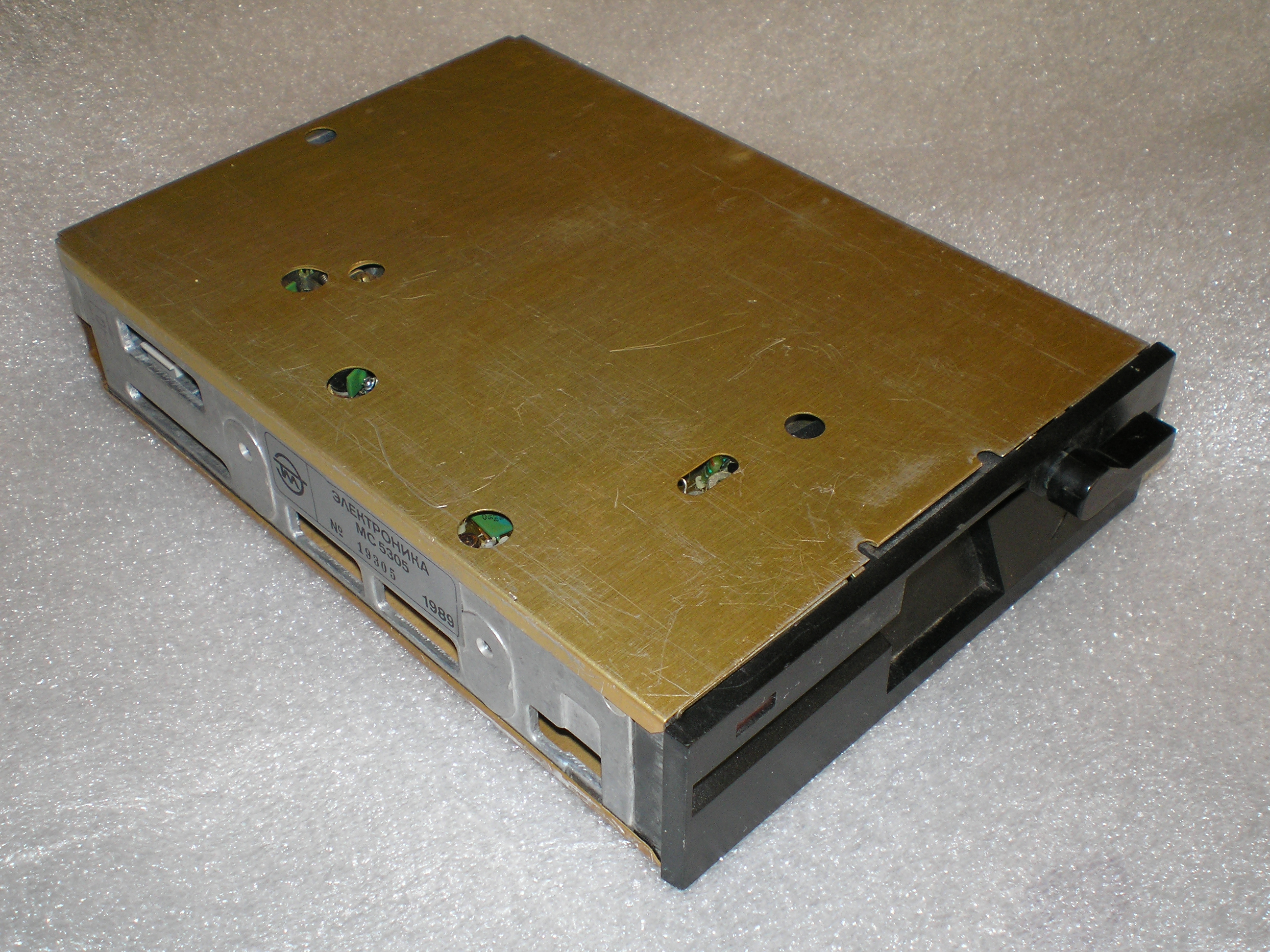
«Электроника МС 5305»

- «Электроника ГМД-70» — дисковод (НГМД) на 8 дюймов
- «Электроника [Н]ГМД-6022» — сдвоенный дисковод на 5,25 дюйма
- «Электроника ГМД-6121» — дисковод на 5,25 дюйма
- «Электроника [Н]ГМД-7012» — дисковод на 8 дюймов
- «Электроника МС 5301» — дисковод на 5,25 дюйма DS/DD (360 кб)
- «Электроника МС 5305» — дисковод на 5,25 дюйма DS/QD (720 кб)
- «Электроника МС 5311» — дисковод на 5,25 дюйма DS/QD (720 кб)
- «Электроника МС 5313» — дисковод на 5,25 дюйма DS/QD (720 кб)
- «Электроника МС 5314»
- «Электроника МС 5316» — внешний дисковод на 5,25 дюйма
- «Электроника МС 5323» — дисковод на 5,25 дюйма, DS/QD (720 кб), выпускался только в Болгарии
- «Электроника МС 5325» — дисковод на 5,25 дюйма DS/QD (720 кб)
- «Электроника МС 5326» — дисковод на 5,25 дюйма, DS/QD (720 кб), выпускался только в Болгарии
- «Электроника МС 5350» — дисковод на 5,25 дюйма DS/QD (720 кб)

#### Жёсткие диски
- «Электроника МС 5401» — клон Seagate ST506 (5 МБ)
- «Электроника МС 5402» — клон Seagate ST412 (10 МБ)
- «Электроника МС 5405» — собственная разработка, 20 МБ
- «Электроника МС 5410» — механика — клон Seagate ST225 (20 МБ), электроника — собственная разработка

#### Принтеры
- «Электроника МС 6302» — термопринтер
- «Электроника МС 6304» — матричный
- «Электроника МС 6307» — матричный
- «Электроника МС 6312» — термоструйный, до 160 dpi
- «Электроника МС 6313» — матричный девятиигольный, совместимый по системе команд с Epson LX-800
- «Электроника МС 6317» — термоструйный, ухудшенный клон популярного «Электроника МС 6312»
- «Электроника МС 6318» — термоструйный, оригинальной конструкции с алюминиевым барабаном большого диаметра.
- «Электроника МС ????» — номера не имел, выпускался под именем «Радий» — термоструйный, развитие «Электроника МС 6312» в том же корпусе
- «Электроника МС ????» — номера не имел, выпускался под именем «Спринтер» — термоструйный, формата А3.
- «Электроника СМ 6337» — матричный девятиигольчатый, формата A3.
- «Электроника 6902» — ???

#### Графопостроители
- «Электроника МС 6501» — он же ЭМ-7052
- «Электроника МС 6502» — он же ЭМ-7052А
- «Электроника МС 6503» — он же ЭМ-7062А

#### Модемы
- «Электроника МС 4003» — волоконно-оптический модем [источник не указан 928 дней]

## Электронные часы
В Советском Союзе (и далее в его бывших республиках) выпускался большой ассортимент часов в любых исполнениях — настенные, настольные, наручные. При этом цифра после слова «Электроника» означала город, где располагался производитель часов, например:
- Электроника 1 — Москва (Россия)
- Электроника 2 — Зеленоград (Россия, Московская обл.)
- Электроника 5 — Минск (Беларусь)
- Электроника 6 — Усть-Джегута (Россия, Карачаево-Черкессия)
- Электроника 7 — Саратов (Россия)
- Электроника 8 — Новосибирск (Россия)
- Электроника 9 — Баку (Азербайджан)
- Электроника 12 — Рига (Латвия)
- Электроника 20 — Тбилиси (Грузия)
- Электроника 21 — Киев (Украина)

Зачастую при этом собственно модель часов на них не указывалась (только в прилагаемой документации), что до сих пор создает путаницу у пользователей. Так, например, несколько десятков разных моделей наручных часов выходили под названием «Электроника 5», а различные настенные часы — под названием «Электроника 7».

## Радиоконструкторы
- «Электроника ЦШ-01» — цифровая шкала — частотомер
- «Электроника ЦШ-02» — входной делитель частоты
- «Электроника ЦШ-03» — преобразователь «напряжение — частота»
- «Электроника Интеграл-1» — 50-ваттный усилитель на специализированной микросборке 3.421.005

## Медицинское оборудование

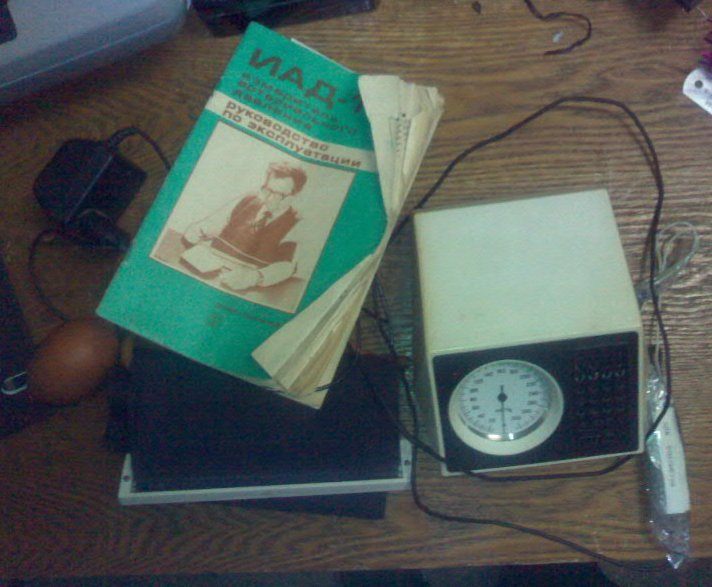
Сфигмоманометр-полуавтомат «Электроника ИАД-1»

- «Электроника ДКИ Н 04» — переносный дефибриллятор[16]
- «Электроника ИАД-1» — сфигмоманометр-полуавтомат. Год выпуска 1986.
- «Электроника ЧЭНС» (с различными номерами моделей) — чрескожные электронейростимуляторы.

## Электромузыкальные инструменты
- «Электроника-2»
- «Электроника ЭМ-003»
- «Электроника ЭМ-01» — Двухрядный синтезатор-орган
- «Электроника ЭМ-04» — Синтезатор
- «Электроника ЭМ-05»
- «Электроника ЭМ-11»
- «Электроника ЭМ-14»
- «Электроника ЭМ-141»
- «Электроника ЭМ-15»
- «Электроника ЭМ-17»
- «Электроника ЭМ-25»
- «Электроника ЭМ-26» — вокодер
- «Электроника ФЛ-01» — Флэнжер

Отдельно:
- «Электроника ЦМ-301» — цветомузыкальная установка. 4 канала (красный, жёлтый, синий, зелёный), каждый по 60 Вт.

## Акустические системы
- «Электроника 25АС-033» — трёхполосная АС в натуральном деревянном корпусе, мощности: номинальная — 25 Вт, предельная долговременная −75 Вт, предельная пиковая — 100 Вт, диапазон воспроизводимых частот — 31,5-25 000 Гц, номинальное сопротивление 4 Ом.
- «Электроника 25АС-118» — АС в натуральном деревянном корпусе.
- «Электроника 25АС-126» — трёхполосная АС в корпусе из ДСП (позже переименована в «Электроника 25АС-326»), мощности: номинальная — 25 Вт, предельная долговременная — 35 Вт, предельная кратковременная — 50 Вт, 40-20 000 Гц, 4 Ом.
- «Электроника 25АС-132» — трёхполосная блочная АС, номинальная мощность — 25 Вт, 40-20000 Гц, 4 Ом, шла в комплекте к усилителю «Электроника 104С»
- «Электроника 25АС-227» — трёхполосная АС в натуральном деревянном корпусе. Мощность: номинальная — 25 Вт, паспортная мощность — 50 Вт, кратковременная — 75 Вт, диапазон 31,5 — 31 500 Гц, номинальное сопротивление 4 Ом. Особенность данной АС, как и более ранней модели, 25АС-027, — наличие изодинамической ВЧ головки, которая отличается низкими и фазовыми искажениями и обеспечивает высокую точность воспроизведения высоких частот.
- «Электроника 25АС-326» — трёхполосная АС в корпусе из ДСП, мощности: номинальная — 25 Вт, предельная долговременная — 35 Вт, предельная кратковременная — 50 Вт, 40-20 000 Гц, 4 Ом.
- «Электроника 25АС-328» — двухполосная АС в корпусе из ДСП, номинальная мощность 25 Вт каждая, номинальный диапазон частот 40-20 000 Гц, номинальное сопротивление 8 Ом.
- «Электроника 35АС-130» — двухполосная АС, с пассивным излучателем на задней стенке, изодинамическим СЧ-ВЧ излучателем, НЧ излучателем с сотовым заполнением диффузора и плоским фронтом, предельная кратковременная мощность — 130 ватт.
- «Электроника 35АС-015» — трёхполосная АС с пассивным излучателем.
- «Электроника 90АС-001» — более поздний клон акустической системы «Электроника 35АС-015». Иногда отличается материал из которого изготовлены декоративные накладки на динамики. Так же отличается диаметр провода, которым намотана ЗК на головке НЧ звена (35АС-015 — 0,32, 90АС-001 — 0,36). Более массивный корпус. Другой материал и цвет подвеса ПИ.
- «„Электроника 130АС“ 35АС-029» — клон вышеупомянутых 35АС-015, отличается частотой раздела фильтра, за счёт чего и паспортная мощность АС возрастает до 130 Вт. Толщина стенок корпуса выше. Накладки на динамики теперь уже полностью пластиковые.
- «Электроника 150АС-002м» — клон акустической системы 90АС-001. Пиковая мощность 150 Вт, что отражено в названии модели. Накладки на динамики полностью из пластика. Другой материал и цвет у подвеса ПИ.
- «Электроника 35АС-215» — самые первые акустические системы этого типа (35АС-015). Отличаются почти всем. Например, внешним видом, имеются тканевые «сетки» грили. Магнит у НЧ звена из сплава АльНиКо (кобальт).
- «Электроника 50АС-024»
- «Электроника 50АС-061М»
- «Электроника 50АС-024»
- «Электроника 75АС-102»
- «Электроника 100АС-060», «Электроника 75АС/150АС», «Электроника 100АС-063», «Электроника 75АС-065» (аналог 100АС, корпус меньше) — серия акустических систем, примечательных применением вспененного никеля в СЧ и НЧ-головках и металлизированного диффузора ВЧ, имеют очень большую чувствительность. Клон акустической системы Fisher 1200 Studio Standard 1976 года.
- «Электроника Б1-01» — АС в натуральном деревянном корпусе, номинальная мощность 20 Вт каждая, номинальный диапазон частот 40-18000Гц, номинальное сопротивление 16 Ом.

## Наушники
- «Электроника ТДС-5» — изодинамические (ортодинамические) стереофонические наушники.
- «Электроника ТДС-22-2» — динамические стереофонические малогабаритные вкладные наушники для использования, преимущественно, с малогабаритной аппаратурой типа walkman.
- «Электроника ТДК-3» — квадрофонические наушники, 1979 год.

## Усилители
- «Электроника 10 стерео»
- «Электроника 001 стерео»
- «Электроника 043 стерео»
- «Электроника Д1-014 квадро»
- «Электроника Т1-002 стерео»
- «Электроника Т1-040 стерео»
- «Электроника У-104 стерео»
- «Электроника УКУ-020 стерео»
- «Электроника УК-043 стерео»
- «Электроника У-045 стерео»
- «Электроника 50У-017С стерео»
- «Электроника ЭФ-015 стерео»
- «Электроника ЭФ-017 стерео»
- «Электроника УК-044 стерео»
- «Электроника Б1-01 стерео»
- «Электроника 100 моно»

## Эквалайзеры
- «Электроника Э-002 стерео»
- «Электроника ЭК-004 стерео»
- «Электроника Э-043 стерео»
- «Электроника Э-06»

## Электропроигрыватели, электрофоны
- «Электроника Б1-01» — клон электропроигрывателя Thorens TD-125. Выпускалась с 1974 года в составе одноимённого стереокомплекса (усилитель, акустические системы и электропроигрыватель).
- «Электроника Б1-02».
- «Электроника Б1-04» — электропроигрыватель с прямым приводом, кварцевой стабилизацией, тангенциальным тонармом и квазисенсорным управлением, полный автомат.
- «Электроника Б1-11» — электропроигрыватель является упрощённым вариантом «Электроника Б1-01».
- «Электроника Д1-011 стерео».
- «Электроника Д1-012С» — моноблочный электрофон высшего класса, 2х25 ватт, поставлялся с комплектом АС «Электроника 25АС-126/326».
- «Электроника 012».
- «Электроника ЭП-015 стерео».
- «Электроника ЭП-017 стерео».
- «Электроника ЭП-019 стерео».
- «Электроника ЭП-030 стерео».
- «Электроника ЭП-050 стерео» — электропроигрыватель с тангенциальным тонармом, выпущена только опытная серия.
- «Электроника ЭП-060 стерео» — оснащался кварцевой стабилизацией частоты вращения и линейным 120-полюсным двигателем на электромагнитах. Остановка диска ЭПУ осуществлялась с помощью устройства мектромагнитного торможения.[17]
- «Электроника ЭП-090 стерео».
- «Электроника ЭФ-017С».
- «Электроника» — электрофон-игрушка с питанием от батарей, производство Псковского завода радиодеталей[18].

## Блоки питания
Производитель многих блоков серии — Николаевский трансформаторный завод, ныне ПАО «Ингул».
- «Электроника БП2-1» — для микрокалькуляторов с катодолюминесцентными и светодиодными индикаторами;

Блок питания «Электроника БП2-3К»

- «Электроника БП2-3» (с различными буквенными индексами) — для микрокалькуляторов с катодолюминесцентными и светодиодными индикаторами;

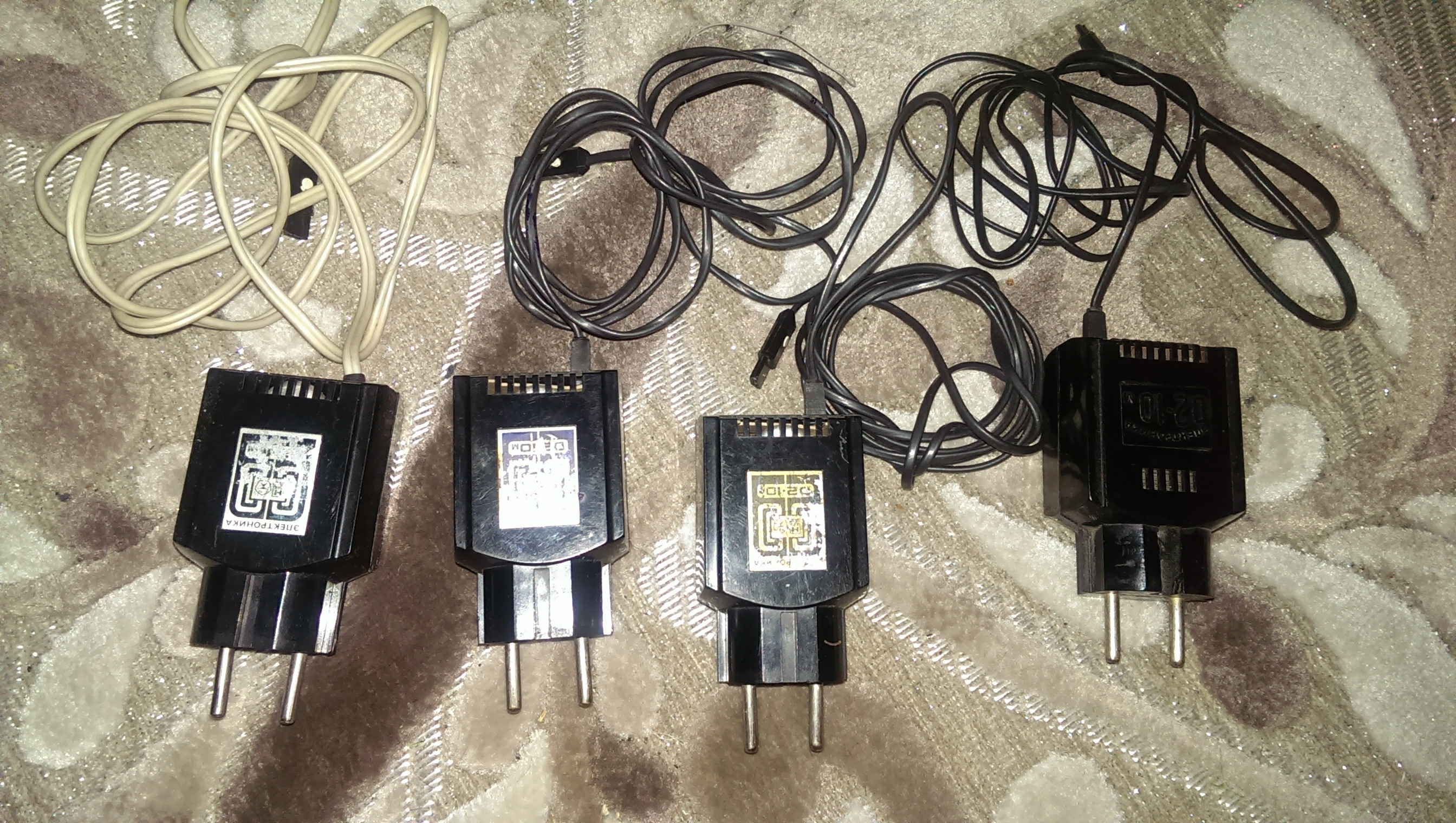
Блоки питания «Электроника Д2-10М»

- «Электроника Д2-10М» — для микрокалькуляторов с катодолюминесцентными и светодиодными индикаторами, радиометра «Бета»;
- «Электроника Д2-10К» — для микрокомпьютера МК-85;
- «Электроника Д2-15» — для телевизионных игровых приставок «Электроника Экси Видео 01», «Электроника Видеоспорт-3»; не путать с современным блоком питания «Овен БП15Б-Д2-15», предназначенным для установки на DIN-рейку;
- «Электроника Д2-27» — для систем сигнализации и автоматики ;
- «Электроника Д2-37» (с различными буквенными индексами) — для микрокалькулятора МК-90 (иногда использовался и для комплектации МК-85);
- «Электроника МС 9011» — для ПЭВМ серии БК;
- «Электроника МС 9016» (на жаргоне — «педалька») — также для БК, поздняя модель.

## Аппаратура для любительской радиосвязи

Набор «Электроника-Контур-80»

- «Электроника-Контур-80» — коротковолновый трансивер «Радио-76» без усилителя мощности передатчика (набор узлов для самостоятельной сборки);
- «Электроника 160RX» — радиоприёмник (фактически — трансивер без усилителя мощности передатчика) на 160 м (1981 г.), см. Радио-76;
- «Электроника Т1-03» — QRP трансивер на 160 м.

## Разное
- «Электроника Б-5-31» — автомобильный блок электронного зажигания;
- «Электроника МС2713» (разные доп. цифры) — электронный блок управления двигателем, известны экземпляры советского и болгарского производства;
- «Электроника Б5-xx» — фотовспышки;
- «Электроника К-01» — коммутатор бытовой радиоаппаратуры;
- «Электроника ФЭ-xx» — фотовспышка электронная (известны номера ФЭ-27, ФЭ-30, ФЭ-35);
- «Электроника ММЦ-01» — цифровой мультиметр на основе микросхемы КР572ПВ5
- «Электроника ММЦ-03» — цифровой мультиметр на основе микросхемы 572ПВ5;
- «Электроника Т1-003-стерео» — блочный стереофонический комплекс (тюнер, эквалайзер, усилитель, кассетная дека, электропроигрыватель, акустическая система);

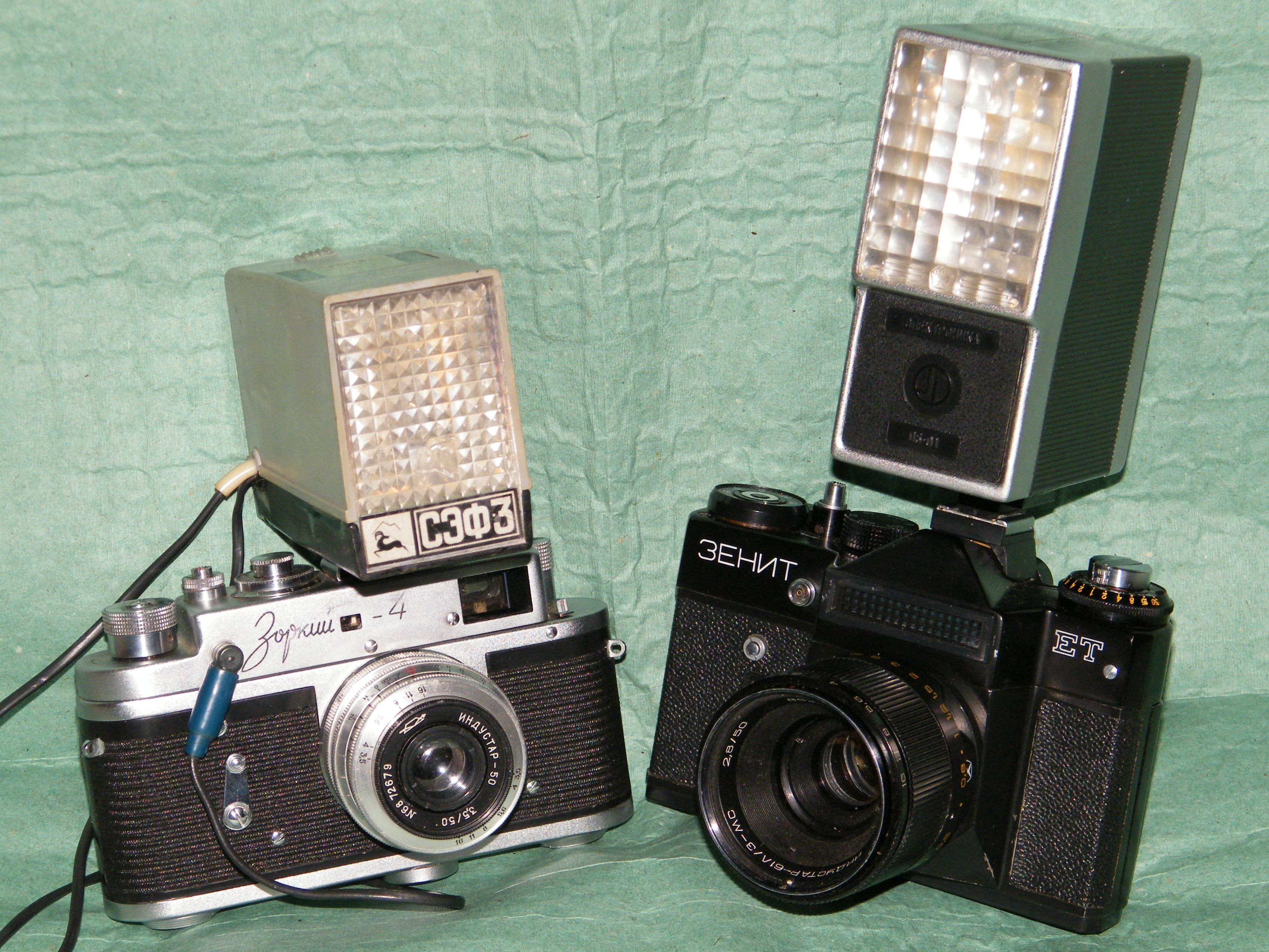
Вспышка Электроника Л5-01 на фотоаппарате Зенит

- «Электроника 8ТМБ-02Д» — телемагнитола;
- «Электроника П-401С» — персональный переносный аудиоплеер на компакт-кассетах;
- «Электроника ПМ-01» — пульт микшерный 1987 года выпуска;
- «Электроника ПМ-03» — пульт микшерный;

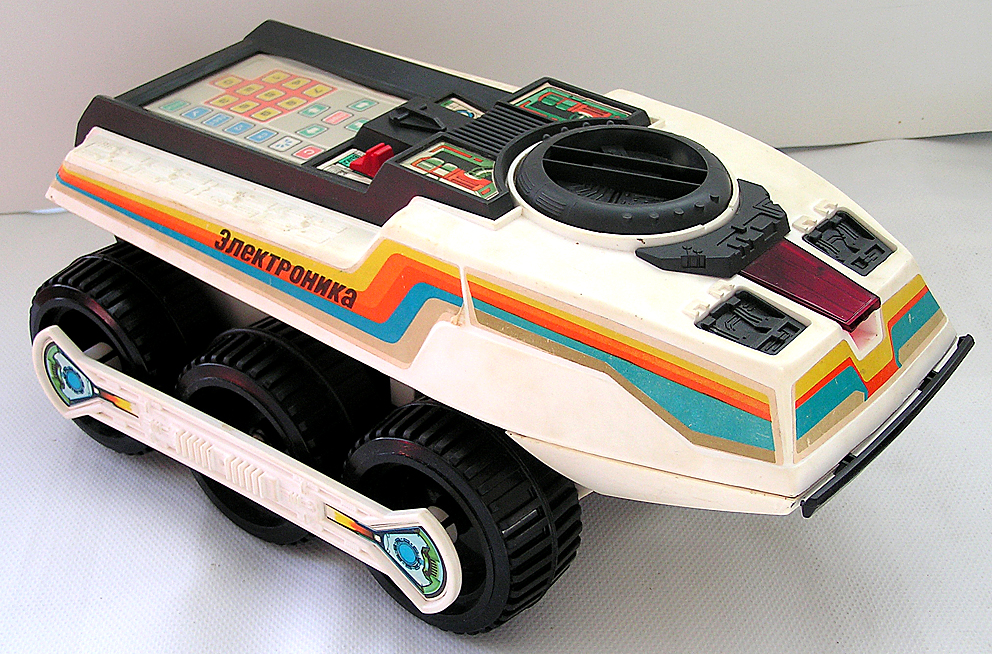
Программируемый планетоход «Электроника ИМ-11»

- «Электроника ПМ-04» — пульт микшерный;

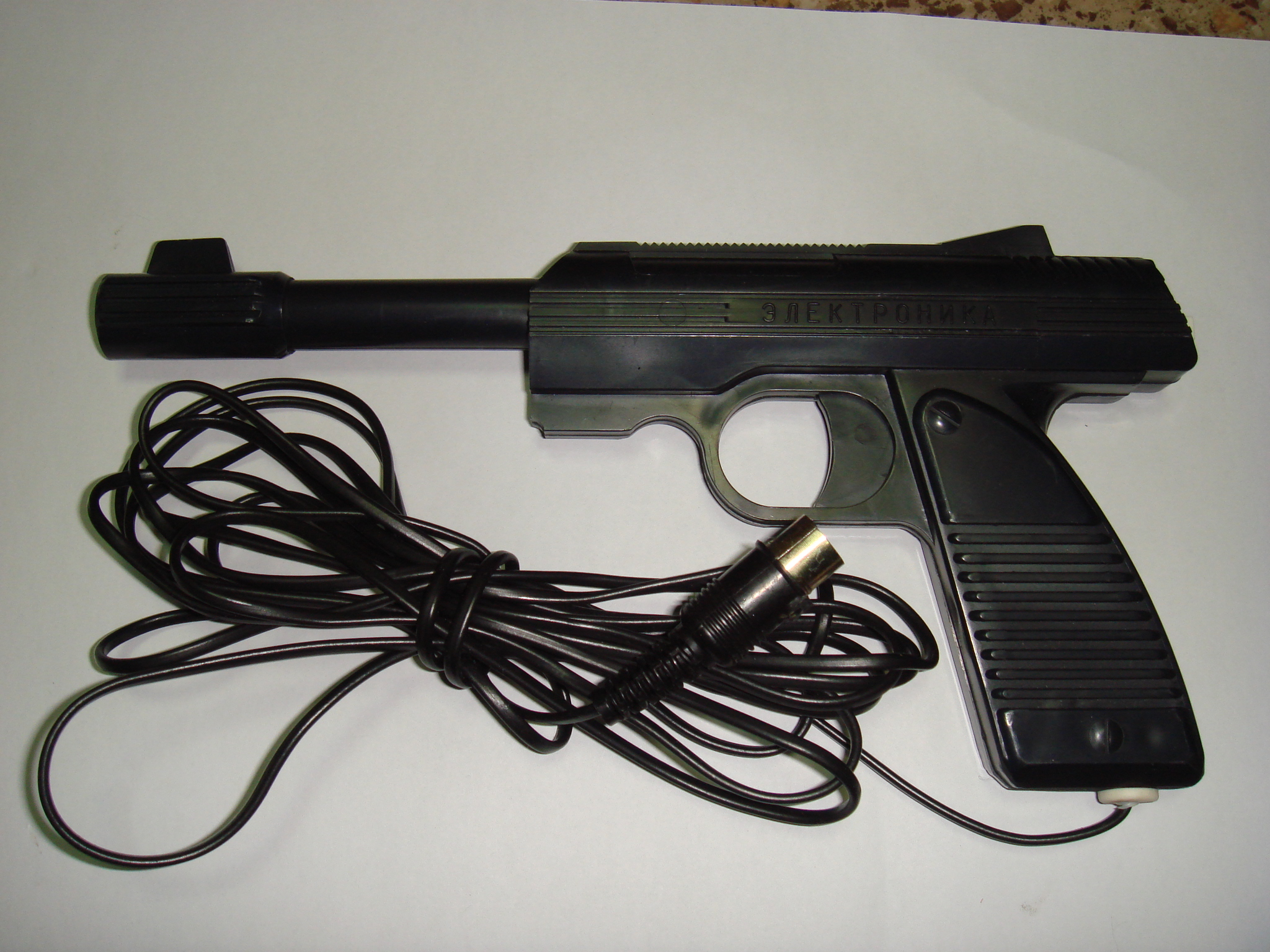
Приставка «Электроника Видеоспорт-3»

- «Электроника ИСИ-01» — индикатор СВЧ излучения;
- «Электроника ЭЛЕТАП-микро» — телефонный аппарат настольного типа, модель 4, совместного советско-югославского производства;
- «Электроника ТА-5» — телефонный аппарат;
- «Электроника Экси-Тон-01» — кнопочная приставка к дисковому телефонному аппарату;
- «Электроника СП-xx» — микроволновые печи;
- «Электроника ЗП-01» — зарядно-пусковое устройство;
- «Электроника ПУ-01» — переговорное устройство («интерком»);
- «Электроника 1ППБ-60» — переносная радиостанция;
- «Электроника ТМ-01» — радиомаяк туристический;
- «Электроника ТШ-01» — таймер шахматный;
- «Электроника РВ-01» — реле времени на ИМС К145ИК1909;
- «Электроника» — телеграфный ключ-игрушка со встроенным генератором тона[19].
- «Электроника ПВ-01» — перемотчик видеокассет;
- «Электроника В6-05» — аккумуляторный фонарь;
- «Электроника АОТ-01» — телефонный автоответчик.

## Основные разработчики и производители
- ОАО «Светлана» (Санкт-Петербург)
- «Микрон» (Зеленоград)
- «Ангстрем» (Зеленоград)
- НПО «Научный Центр» (Зеленоград)
- «Элион» (Зеленоград)
- ОАО «Завод Элекон» (Казань)
- ФГУП «НПП „Торий“» (Москва)
- АО «НПП „Контакт“» (Саратов)
- «Интеграл» (Минск)
- «Электроника» (Воронеж)
- ОАО «НИИПМ» (Воронеж)

## «Электроника» в постсоветское время
В настоящий момент некоторые модели часов «Электроника» продолжают с небольшими изменениями выпускаться в Беларуси на «минском НПО Интеграл». В Новосибирске НПП «СЕМИКО» разработало и выпускает калькуляторы под названием «Электроника МК-152» (2007 г.), «Электроника МК-161» (2009 г.) и «Электроника МК-152М» (2011 г.)
В 2006 году по заказу «М.Видео», одного из крупнейших федеральных ретейлеров электроники и бытовой техники, воронежское ОАО «Видеофон», контролируемое Rolsen Electronics, возобновило производство телевизоров под советской торговой маркой «Электроника». Воронежское предприятие «Видеофон» создано в 1987 г. по заказу НПО «Электроника». С 1996 г., когда завод был акционирован, он перешёл на сборку телевизоров, по лицензии там выпускались «Рубин», JVC, LG, Rolsen. В 1999 г. 17,7 % предприятия приобрел московский завод телевизоров «Рубин», который в 2000 г. полностью перенес телепроизводство в Воронеж, а в ноябре 2003 г. «Рубин» уступил свою долю в ОАО «Видеофон» Rolsen Electronics.
Также под маркой «Электроника» выпускаются голосовые информаторы для общественного транспорта моделей МС6610.02 (на нестандартных модулях памяти с разъёмом DB-25) и МС6610.03 (на картах памяти SD и MMC).